# Список народных артистов Киргизской ССР
Звание Народный артист Киргизской ССР учреждено 10 января 1939 года. Ниже приведён список народных артистов Киргизской ССР по годам присвоения звания

## 1930-е

### 1935
- Мусулманкулов, Молдобасан (1883—1961), акын, комузист
- Орозов, Карамолдо (1883—1960), певец, комузист

### 1936
- Куренкеев, Мураталы (1860—1949), композитор, музыкант

### 1939
- Акиев, Калык (1883—1953), акын, комузист
- Боталиев, Аширалы (1906—1978), оперный певец, актёр театра[1]
- Каралаев, Саякбай (1894—1971), сказитель-манасчи[2]
- Куттубаева, Анвар Акматовна (1915—1977), оперная певица (сопрано), актриса театра
- Огонбаев, Атай (1900—1949), композитор, певец, комузист
- Усенбаев, Алымкул (1894—1963), акын
- Эшимбеков, Касымаалы (1907—1957), актёр театра и кино, певец (тенор)

## 1940-е

### 1940
- Муминова, Розияхон (1918—1988), актриса театра
- Файзуллаев, Абдулла тарак (1869—1944), актёр театра
- Хасанова, Тожихон (1916—2003), актриса театра

### 1942
- Болебалаев, Осмонкул (1888—1967), акын
- Киизбаева, Сайра (1917—1988), оперная певица (лирико-драматическое сопрано)[3] (впоследствии народная артистка СССР — 1958)

### 1943
- Баетов, Муса (1902—1949), оперный певец (тенор), композитор

### 1944
- Фере, Владимир Георгиевич (1902—1971), композитор
- Целиковский, Василий Васильевич (1900—1958), дирижёр
- Шубин, Пётр Фёдорович (1894—1948), композитор

### 1945
- Малявин, Савелий Анатольевич (1892—1967), театральный режиссёр

### 1946
- Власов, Владимир Александрович (1903—1986), композитор
- Куттубаев, Аманкул (1907—1984), театральный режиссёр, актёр, драматург
- Махмутова, Мариям[кирг.] (1920—1989), оперная певица (меццо-сопрано)

### 1947
- Мустаева, Майнур Ибрагимовна[кирг.] (1912—1997), оперная певица (лирическое сопрано)

## 1950-е

### 1950
- Казаков, Вячеслав Фёдорович[кирг.] (1915—1979), актёр театра

### 1951
- Кулешов, Александр Фёдорович[кирг.] (1906—1961), актёр театра
- Рыскулов, Муратбек Рыскулович (1909—1974), актёр театра и кино[4] (впоследствии народный артист СССР — 1958)
- Туманов, Ыбрай (1888—1967), композитор, комузист

### 1953
- Моидова, Лайлихон (1916—1997), актриса театра

### 1954
- Бейшеналиева, Бюбюсара (1926—1973), артистка балета[5] (впоследствии народная артистка СССР — 1958)
- Омурканова, Мыскал (1915—1976), певица, комузистка

### 1956
- Кыдыкеева, Бакен (1923—1993), актриса театра и кино (впоследствии народная артистка СССР — 1970)

### 1958
- Борончиев, Исмаил (1910—1978), акын
- Васильев, Владимир Яковлевич[кирг.] (1907—1977), оперный режиссёр
- Гурьева, Клавдия Александровна[кирг.] (1908―1972), актриса театра
- Джаманов, Садыкбек (1913—1993), актёр театра и кино
- Куюкова, Даркуль (1919—1997), актриса театра и кино (впоследствии народная артистка СССР — 1967)
- Тюменбаев, Шамши (1909—1964), актёр театра и кино
- Чодронов, Кыдырбек Чодронович[кирг.] (1920—1995), оперный певец (баритон)
- Шабданбаев, Токтоналы[кирг.] (1896—1978), акын

## 1960-е

### 1961
- Раухвергер, Михаил Рафаилович (1901—1989), композитор[6]

### 1962
- Мырзабаев, Артык Мырзабаевич (1930—2005), оперный певец (баритон) (впоследствии народный артист СССР — 1967)

### 1964
- Джумабаев, Асек[кирг.] (1924—2005), оперный певец (тенор)
- Токтоналиев, Сейдахмат[кирг.] (1928—2003), оперный певец (лирико-драматический тенор)

### 1967
- Деркембаева, Ирина Григорьевна (1927—2021), оперная певица (лирическое сопрано)
- Джангорозова, Алиман Джановна (1914—1993), актриса театра и кино[7]
- Каркоцкий, Григорий Григорьевич[кирг.] (1917—1988), актёр театра
- Китаев, Насыр[кирг.] (1917—1999), актёр театра и кино, оперный певец
- Кобогонов, Абдыашым[кирг.] (1913—1992), театральный режиссёр, актёр, драматург
- Кумушалиева, Сабира Кумушалиевна (1917—2007), актриса театра и кино[4]
- Сарбагишев, Уран Отунчиевич (1934—2012), артист балета, балетмейстер
- Чокоева, Рейна Нурманбетовна (р. 1938), артистка балета
- Юсупов, Султан (1918—2004), хормейстер
- Ясиновский, Леонид Лазаревич (1923—2003), актёр театра и кино[8] (впоследствии народный артист СССР — 1989)

### 1969
- Эсамбаев, Махмуд Алисултанович (1924—2000), артист балета, танцовщик, киноактёр[4] (впоследствии народный артист СССР — 1974)

## 1970-е

### 1970
- Балкыбекова, Сайрагуль[кирг.] (1922—1995), актриса театра
- Офицеров, Виктор Семёнович[кирг.] (1911—?), актёр театра

### 1971
- Джумахматов, Асанхан Джумахматович (1923—2008), дирижёр[9] (впоследствии народный артист СССР — 1976)

### 1972
- Турсуналиев, Эстебес (1931—2005), акын, комузист (впоследствии народный артист СССР — 1988)

### 1973
- Бекмуратова, Салима Саидовна (1932—1995), оперная певица (лирическое сопрано)
- Медетбеков, Капар Саттарович (1931—2012), актёр театра и кино[4] (впоследствии народный артист СССР — 1991)
- Минжилкиев, Булат Абдуллаевич (1940—1997), оперный певец (бас)[10] (впоследствии народный артист СССР — 1976)
- Мухтаров, Хусейн Мухтарович (1938—2001), оперный певец (бас)[11] (впоследствии народный артист СССР — 1984)
- Шералиев, Жумамудун (1915—1994), композитор

### 1974
- Абдраев, Мукаш (1920—1979), композитор
- Ангаров, Николай Константинович[кирг.] (1914—1990), актёр театра
- Давлесов, Насыр Давлесович (1929—2011), композитор
- Далбаев, Сатыбалды[кирг.] (1934—2019), актёр театра
- Молдобасанов, Калый Молдобасанович (1929—2006), дирижёр, композитор[12] (впоследствии народный артист СССР — 1979)
- Сартбаева, Кайыргуль (р. 1936), оперная певица (лирико-драматическое сопрано)[4] (впоследствии народная артистка СССР — 1980)
- Светланов, Евгений Фёдорович (1928—2002), дирижёр, композитор[4] (также народный артист СССР — 1968)
- Сейталиев, Токтоналы (1937—2021), оперный певец (лирический тенор)[13] (впоследствии народный артист СССР — 1984)
- Солиева, Турсунхон (1922—2001), актриса театра

### 1975
- Океев, Толомуш Океевич (1935—2001), кинорежиссёр, сценарист[14] (впоследствии народный артист СССР — 1985)
- Токомбаева, Айсулу Асанбековна (р. 1947), артистка балета[15] (впоследствии народная артистка СССР — 1981)
- Чокморов, Суйменкул (1939—1992), киноактёр[16] (впоследствии народный артист СССР — 1981)
- Шамшиев, Болотбек Толенович (1941—2019), киноактёр, кинорежиссёр, сценарист[14] (впоследствии народный артист СССР — 1991)

### 1976
- Варнавских, Тамара Александровна[кирг.] (1923—1995), актриса театра
- Моисеев, Игорь Александрович (1906—2007), хореограф, балетмейстер[17] (также народный артист СССР — 1953)
- Молчанова, Елена Алексеевна (р. 1930), оперная певица (меццо-сопрано)
- Сейдакматова, Джамал (1938—2021), актриса театра и кино
- Стряпкина, Мария Сергеевна[кирг.] (1913—2003), актриса театра
- Темирбеков, Марлен Болоталиевич (1933—2010), оперный певец (баритон)
- Тугелов, Нурдин Сооронбаевич[кирг.] (1920—1980), артист балета, балетмейстер

### 1977
- Жумадылов, Советбек (1932—2001), актёр театра и кино[18]
- Дулатова, Гульшара Иманалиевна[кирг.] (1930—2009), актриса театра
- Умуралиев, Асанбек (1933—2003), актёр театра[19]

### 1979
- Алиев, Бакирдин (1933—2014), актёр театра и кино
- Базарбаев, Чолпонбек Базарбаевич (1949—2002), артист балета[20] (впоследствии народный артист СССР — 1982)
- Ирсалиев, Арстанбек Аманбекович[кирг.] (1950—2019), артист балета
- Мадемилова, Эркин Чортоновна (1929—2018), артистка балета
- Мамытбеков, Эсенгул[кирг.] (р. 1941), артист цирка

## 1980-е

### 1980
- Нематов, Нематжон (1941—1996), актёр театра

### 1982
- Видугирис, Альгимантас Стасевич (1936—2010), кинорежиссёр, кинооператор
- Токтахунова, Самарбюбю (р. 1945), комузистка[21] (впоследствии народная артистка СССР — 1989)

### 1983
- Джалгасынова, Дарика Артыкбаевна[кирг.] (р. 1941), оперная певица (лирико-драматическое сопрано)

### 1984
- Андабеков, Сейитказы (1925—2015), актёр театра

### 1986
- Далбаева, Мираида Ускумбаевна[кирг.] (р. 1939), актриса театра и кино
- Праг, Эммануил Исаакович (1936—1989), актёр театра
- Рыскулов, Искендер Муратбекович (1941—2002), театральный режиссёр

### 1987
- Джумабаев, Эсенгул Смайлович[кирг.] (р. 1941), дирижёр, композитор
- Касымов, Эркин Омуркулович[кирг.] (1941—2010), оперный певец (драматический баритон)
- Молдокулова, Эсенбюбю[кирг.] (р. 1941), оперная певица (драматическое сопрано)
- Муковников, Владимир Иванович (1938—1995), оперный певец (бас)

### 1988
- Бадинов, Толибжон (1935—2001), актёр театра[22]
- Шобдонова, Ойтожихон (1945—2022), актриса театра[22]

### 1989
- Борбиев, Нуртай (1947—2019), кинооператор, кинорежиссёр[23]
- Герштейн, Изя Абрамович (1923—2013), кинооператор, кинодокументалист[23]
- Садырбаев, Дооронбек Садырбаевич (1939—2008), кинорежиссёр[23]

## Народный артист Кыргызской Республики

### 1991 (4 человека)
1. 5 ноября 1991 — Ажибекова, Гульсара — актриса Кыргызского академического драматического театра[24]
2. 5 ноября 1991 — Базаров, Геннадий Садырович — кинорежиссёр-постановщик «Кыргызфильм»[25]
3. 5 ноября 1991 — Мусаев, Манасбек — кинооператор-постановщик киностудии «Кыргызфильм»[26]
4. 5 ноября 1991 — Убукеев, Мелис Айткулович — кинорежиссёр-постановщик киностудии «Кыргызфильм»[27]

### 1992 (11 человек)
1. 26 мая 1992 — Ишенов, Сагынбек — художник-постановщик и режиссёр Кыргызского центра кино и телевидения для детей и юношества «Келечек»[28]
2. 26 мая 1992 — Кутманалиев, Орозбек — киноактёр и режиссёр Кыргызского центра кино и телевидения для детей и юношества «Келечек»[29]
3. 5 ноября 1992 — Бейшеева, Асанбубу — артистка Ошского кыргызского драматического театра[30]
4. 5 ноября 1992 — Мамбетова, Насира Исмаиловна — артистка Ошского кыргызского драматического театра[31]
5. 19 ноября 1992 — Назаралиев, Медербек — главный режиссёр Иссык-Кульского кыргызского драматического театра им. К. Жантошева[32]
6. 10 декабря 1992 — Алиев, Кенеш Ибраимкулович — главный хормейстер Кыргызского государственного академического театра оперы и балета имени А. Малдыбаева[33]
7. 10 декабря 1992 — Алимбаев, Берик — педагог-репетитор Кыргызского государственного академического театра оперы и балета им. А. Малдыбаева[34]
8. 10 декабря 1992 — Анохина, Валентина Степановна — солистка оперы Кыргызского государственного академического театра оперы и балета имени А. Малдыбаева[35]
9. 10 декабря 1992 — Ахунбаев, Мустафа Исаевич — главный режиссёр Кыргызского государственного академического театра оперы и балета им. А. Малдыбаева[36]
10. 10 декабря 1992 — Чоткараева, Сайракуль — солистка оперы Кыргызского государственного академического театра оперы и балета имени А. Малдыбаева[37]
11. 15 декабря 1992 — Акрамова, Наринэ Шавкатовна — солистка оперы Кыргызского государственного академического театра оперы и балета им. А. Малдыбаева[38]

### 1993 (12 человек)
1. 9 июня 1993 — Архипова, Ирина Константиновна — певица, президент Международного союза музыкальных деятелей, профессор Московской государственной консерватории[39]
2. 9 июня 1993 — Пьявко, Владислав Иванович — солист Государственного Большого театра Российской Федерации и Немецкой оперы[39]
3. 9 июня 1993 — Атагельдиев, Мунарбек Мундукович — концертмейстер Государственного симфонического оркестра; артист Государственного симфонического оркестра и камерного оркестра Кыргызской Республики «Насыйкат»[40]
4. 9 июня 1993 — Георгиев, Александр Егорович — солист Государственного симфонического оркестра; артист Государственного симфонического оркестра и камерного оркестра Кыргызской Республики «Насыйкат»[40]
5. 16 июня 1993 — Абдиев, Тууганбай — акын-импровизатор[41]
6. 16 июня 1993 — Абдыкалыков, Акылбек (р. 1948) — директор и художественный руководитель Иссык-Кульского Кыргызского драматического театра имени К. Джантошева[42][43]
7. 23 сентября 1993 — Айтыгулов, Кайыпбек — профессор Кыргызского государственного института искусств им. Б. Бейшеналиевой[44]
8. 5 октября 1993 — Актанов, Табылды — артист Нарынского областного музыкально-драматического театра им. М. Рыскулова[45]
9. 5 октября 1993 — Атамкулова, Калемкаш — артистка Нарынского областного музыкально-драматического театра им. М. Рыскулова[45]
10. 5 октября 1993 — Сариев, Дюша — артист Иссык-Кульского областного драматического театра им. К. Джантошева[45]
11. 26 ноября 1993 — Уралиев, Турсун — режиссёр радио Государственной национальной радиовещательной компании Кыргызской Республики[46]
12. 26 ноября 1993 — Каипов, Балташ — главный режиссёр художественно-развлекательных программ телевидения Государственной национальной телерадиовещательной компании Кыргызской Республики[47]

### 1994 (8 человек)
1. 20 июня 1994 — Скоропись, Владимир Георгиевич — ведущий артист Государственного академического русского драматического театра[48]
2. 20 июня 1994 — Чокубаев, Ашырбек — артист Кыргызского государственного академического театра драмы[49]
3. 26 августа 1994 — Бейшеналиев, Болот — артист кино и театра[50]
4. 26 августа 1994 — Мнацаканова, Светлана Ивановна — концертмейстер Кыргызского государственного академического театра оперы и балета им. А. Малдыбаева[51]
5. 26 августа 1994 — Феферман, Борис Вениаминович — композитор[52]
6. 26 августа 1994 — Мойдунов, Эрмек — солист Кыргызской государственной филармонии им. Т. Сатылганова[53]
7. 9 сентября 1994 — Мамбеталиев, Уркаш — манасчи[54]
8. 28 октября 1994 — Айталиев, Ашыралы — акын-импровизатор[55]

### 1995 (14 человек)
1. 24 мая 1995 — Жаныбеков, Алтынбек Жаныбекович — композитор[56]
2. 24 мая 1995 — Ибраев, Бообек Ибраевич — режиссёр Кыргызского государственного академического театра драмы[56]
3. 21 августа 1995 — Садыкова, Саламат — солистка фольклорно-этнографического ансамбля «Камбаркан»[57]
4. 21 августа 1995 — Азизов, Шабай — манасчи[58]
5. 21 августа 1995 — Атабеков, Каба — манасчи[58]
6. 21 августа 1995 — Жусуп Мамай — манасчи[58]
7. 31 августа 1995 — Турапов, Керим — солист Симфонического академического оркестра Государственной национальной телерадиовещательной компании Кыргызской Республики[59]
8. 31 августа 1995 — Асылбашев, Мелис — художественный руководитель ансамбля танца «Ак-Марал» Кыргызской государственной филармонии им. Т. Сатылганова[60]
9. 31 октября 1995 — Асанбаев, Мамбет — артист Кыргызского государственного академического театра драмы[61]
10. 31 октября 1995 — Джолдошбеков, Ташибек Ашимбекович — артист Кыргызского государственного академического театра драмы[61]
11. 31 октября 1995 — Нурмамбетова, Эсенбюбу Тургунбековна — директор Кыргызского государственного цирка[61]
12. 31 октября 1995 — Талипова, Шахра — солистка Джалал-Абадской областной филармонии[61]
13. 7 ноября 1995 — Ровинский, Валерий Матвеевич — диктор радио и телевидения Государственной радиовещательной компании Кыргызской Республики[62]
14. 21 декабря 1995 — Закиров, Фаррух Каримович — руководитель вокально-инструментального ансамбля «Ялла»[63]

### 1996 (8 человек)
1. 10 января 1996 — Исмаилов, Есен Жумазович — композитор и исполнитель[64]
2. 15 марта 1996 — Багланова, Роза Тажибаевна — солистка Казахского государственного гастрольно-концертного объединения «Казахконцерт»[65]
3. 2 мая 1996 — Соломин, Юрий Мефодьевич — педагог Высшего театрального училища им. М. С. Щепкина, г. Москва[66]
4. 22 мая 1996 — Кариева, Бернара Рахимовна — директор Государственного академического большого театра оперы и балета имени А. Навои Республики Узбекистан[67]
5. 13 июня 1996 — Матвеев, Сергей Фёдорович — артист Государственного академического русского театра драмы[68]
6. 13 июня 1996 — Стрельцова, Татьяна Дмитриевна — артист Государственного академического русского театра драмы[68]
7. 23 октября 1996 — Керимбаев, Асанкалый — мелодист[69]
8. 26 ноября 1996 — Апсиев, Момош — артист оркестра Кыргызского государственного академического театра оперы и балета имени А. Малдыбаева[70]

### 1997 (3 человека)
1. 31 мая 1997 — Кудайбердиев, Ташбек — артист Ошского кыргызского театра драмы им. С. Ибраимова[71]
2. 26 сентября 1997 — Карасартова, Койсун — артистка Нарынского областного театра музыкальной драмы им. М. Рыскулова[72]
3. 28 октября 1997 — Сатаров, Токтобек — художественный руководитель Иссык-Кульского областного театра драмы им. К. Джантошева[73]

### 1998 (4 человека)
1. 16 марта 1998 — Тагаев, Калыйбек — композитор-песенник[74]
2. 22 мая 1998 — Бегалиев, Муратбек Акимович — композитор[75]
3. 2 ноября 1998 — Абдыкалыков, Актанбек Арымбекович — режиссёр-постановщик киностудии «Кыргызфильм»[76]
4. 2 ноября 1998 — Тентимишев, Акматалы — солист оперы Кыргызского государственного академического театра оперы и балета им А. Малдыбаева[77]

### 1999 (4 человека)
1. 20 марта 1999 — Ибраев, Анарбек Адылович — солист-вокалист оркестра народных инструментов им. К. Орозова[78]
2. 29 октября 1999 — Джумалиев, Сардарбек — дирижёр оркестра народных инструментов им. К. Орозова, композитор[79]
3. 29 октября 1999 — Полотов, Улукмырза — солист Кыргызской государственной филармонии им. Т. Сатылганова[79]
4. 9 ноября 1999 — Дадажанов, Шавкат — артист Ошского узбекского музыкально-драматического театра им. Бабура[80]

### 2000 (9 человек)
1. 31 мая 2000 — Ахмадалиев, Тулкунджан Курбанович — ведущий мастер сцены Государственного академического русского театра драмы им. Н. Крупской[81]
2. 31 мая 2000 — Мамбетакунов, Молдосеит — режиссёр[81]
3. 31 мая 2000 — Набиева, Асылкул — артистка Чуйского областного театра им. Ш. Термечикова[81]
4. 31 мая 2000 — Сооронбаев, Замирбек Мансурович — артист Кыргызского государственного академического театра драмы им. Т. Абдымомунова[81]
5. 31 мая 2000 — Тукбулатова, Светлана Навгатовна[кирг.] — солистка балета Кыргызского государственного академического театра оперы и балета им. А. Малдыбаева[81]
6. 6 ноября 2000 — Атабаев, Аксуубай — композитор, заместитель директора по культуре профессионального лицея № 20 гор. Бишкек[82]
7. 6 ноября 2000 — Орузбаев, Керимкул Кайбылдаевич — солист оперы Кыргызского национального театра оперы и балета им. А. Малдыбаева[82]
8. 6 ноября 2000 — Сыдыков, Кубанычбек Камчибекович — солист балета Кыргызского национального театра оперы и балета им. А. Малдыбаева[82]
9. 6 ноября 2000 — Токтобаев, Мукамбет — артист Кыргызского национального драматического театра им. Т. Абдымомунова[82]

### 2001 (3 человек)
1. 1 ноября 2001 — Москалёв, Владимир Михайлович — ведущий мастер сцены Государственного академического театра драмы им. Крупской[83]
2. 1 ноября 2001 — Нуртазин, Акан Аманбекович — солист балета Кыргызского национального театра оперы и балета им. А. Малдыбаева[83]
3. 1 ноября 2001 — Темирова, Айтурган — киноактриса[84]

### 2003 (6 человек)
1. 26 января 2003 — Асанкулова, Эльмира — солистка Кыргызского национального театра оперы и балета им. А. Малдыбаева[85]
2. 26 января 2003 — Алмасбеков, Сталбек — солист Кыргызского национального театра оперы и балета им. А. Малдыбаева[86]
3. 26 января 2003 — Жакшылыков, Талгат — солист Кыргызского национального театра оперы и балета им. А. Малдыбаева[87]
4. 26 января 2003 — Тухтаматов, Бахтиёр — директор Ошского узбекского музыкально-драматического театра им. Бабура[88]
5. 4 марта 2003 — Жайнаков, Апаз Нурдинович — мелодист и исполнитель[89]
6. 27 декабря 2003 — Алибаев, Жолболду Парпиевич — артист Ошской областной филармонии им. Р. Абдыкадырова[90]

### 2004 (5 человек)
1. 4 февраля 2004 — Мураталиев, Тентимиш — профессор кафедры народных инструментов; сотрудник Кыргызской национальной консерватории[91]
2. 4 февраля 2004 — Цокуренко, Полина Абрамовна — заведующая кафедрой специального фортепиано, профессор; сотрудник Кыргызской национальной консерватории[91]
3. 22 ноября 2004 — Тилегенов, Бактыбек Сабырович — художественный руководитель и главный дирижер оркестра народных инструментов им К. Орозова[92]
4. 22 ноября 2004 — Бийсеев, Доктурбек Касымбекович — балетмейстер, солист Кыргызского национального театра оперы и балета им. А. Малдыбаева[93]
5. 22 ноября 2004 — Ласточкина, Марина Леонидовна — солистка балета — ведущий мастер сцены Кыргызского национального театра оперы и балета им. А. Малдыбаева[94]

### 2005 (3 человек)
1. 30 июля 2005 — Казаков, Тугелбай Токтогулович — мелодист-композитор, заместитель директора благотворительного фонда «Жетимен»[95]
2. 2 августа 2005 — Манязов, Медел — артист Чуйского областного театра им. Шаршена[96]
3. 2 декабря 2005 — Борисов, Сергей Никитович — ведущий мастер сцены; артист Государственного академического русского театра драмы[97]

### 2006 (10 человек)
1. 25 августа 2006 — Жунусов, Ибрагим Кожоназарович — композитор-исполнитель, первый проректор Ошского государственного университета, профессор[98]
2. 25 августа 2006 — Осмонов, Кыргызбай Арапбаевич — артист, директор Кыргызского национального академического театра драмы им. Т. Абдымомунова[98]
3. 27 октября 2006 — Азыкбаев, Курмангазы Айылчиевич — художественный руководитель фольклорно-эстрадных групп «Арка сыры» и «Эне-сай»[99]
4. 27 октября 2006 — Бедияров, Арзыбек Абдуллаевич — руководитель эстрадной группы «Гулгун жаш» Джалал-Абадской областной телерадиокомпании[99]
5. 27 октября 2006 — Алышпаев, Марат Усенович — директор — художественный руководитель Иссык-Кульского областного музыкально-драматического театра им. К. Жантошева[99]
6. 27 октября 2006 — Сарлыкбеков, Алмазбек Чолпонович — главный режиссёр Театра юного зрителя им. Б. Кыдыкеевой[99]
7. 14 ноября 2006 — Абдыкулов, Карел Айдарбекович — кинорежиссёр-кинооператор[100]
8. 14 ноября 2006 — Карагулов, Бакыт Назаркулович — кинорежиссёр-постановщик, генеральный директор Национальной киностудии «Кыргызфильм» им. Т. Океева[100]
9. 14 ноября 2006 — Соданбек, Джали — кинорежиссёр-постановщик, старший преподаватель кафедры радио, телевидения и кино факультета коммуникации Кыргызско-Турецкого университета «Манас»[100]
10. 19 декабря 2006 — Баяков, Фархидин — преподаватель, доцент кафедры игры на музыкальных инструментах факультета искусств Ошского государственного университета[101]

### 2007 (1 человек)
1. 25 октября 2007 — Баратбаева, Дамира Сарбозовна — артистка Нарынского областного музыкально-драматического театра им. М. Рыскулова[102]

### 2008 (8 человек)
1. 27 мая 2008 — Утебаев, Шамшибек Тагаевич — композитор и исполнитель[103]
2. 1 сентября 2008 — Еркимбаева, Офелия Шергазиевна — режиссёр-постановщик Кыргызского национального академического театра оперы и балета им. А. Малдыбаева[104]
3. 1 сентября 2008 — Сатылганова, Гулнура Абдырасаковна — солистка кыргызской эстрады[104]
4. 23 октября 2008 — Каниметов, Жумакадыр Кызайбаевич — главный дирижёр, дирижёр-постановщик Кыргызского национального академического театра оперы и балета им. А. Малдыбаева[105]
5. 23 октября 2008 — Левченко, Инга Евгеньевна — репетитор по сценическому движению Кыргызского национального академического театра оперы и балета им. А. Малдыбаева[105]
6. 23 октября 2008 — Сыдыкбаева, Джамиля Асейиновна — ведущий мастер сцены Кыргызского академического драматического театра им. Т. Абдымомунова[105]
7. 23 октября 2008 — Эшимбеков, Манатбек — директор циркового коллектива Кыргызского государственного цирка[105]
8. 29 декабря 2008 — Джаманбаева, Тамара Кусеиновна — главный редактор студии «Замана» Национальной телерадиовещательной корпорации Кыргызской Республики[106]

### 2009 (3 человека)
1. 19 октября 2009 — Бобков, Юрий Иванович — координатор международного фестиваля «Ырдыйлы кыргыз ырларын»[107]
2. 29 октября 2009 — Аманова, Роза Асановна — артистка, доцент Кыргызской национальной консерватории[108]
3. 29 октября 2009 — Эралиева, Каныкей Иманалиевна — мелодист-композитор, член Союза композиторов Кыргызской Республики[108]

### 2010 (13 человек)
1. 29 октября 2010 — Абдрахманов, Нурак — артист Кыргызской национальной филармонии им. Т. Сатылганова[109]
2. 29 октября 2010 — Садыбакасова, Гулшайыр — директор Ошской областной филармонии им. Р.Абдыкадырова, художественный руководитель эстрадной группы «Кыз-Бурак»[109]
3. 29 октября 2010 — Табалдиева, Нуржамал Опошевна — артистка фольклорной группы «Эл ырчысы Эстебес» Кыргызской национальной филармонии им. Т.Сатылганова[109]
4. 29 октября 2010 — Думанаев, Чоробек Осмонович — артист Кыргызского национального академического театра драмы им. Т. Абдумомунова[109]
5. 29 октября 2010 — Чалапинов, Денизбек Султанович — актёр театра и кино[109]
6. 29 октября 2010 — Шатенов, Алтынбек Касымбекович — артист Иссык-Кульского областного театра драмы им. К. Жантошова[109]
7. 29 октября 2010 — Таджиев, Кадырбек Мукашевич — артист цирка, заместитель директора Кыргызского государственного цирка[109]
8. 2 ноября 2010 — Любомудрова, Лариса Михайловна — ведущий мастер сцены Государственного русского театра драмы им. Ч. Айтматова[110]
9. 2 ноября 2010 — Петренко, Зинаида Михайловна — ведущий мастер сцены Государственного русского театра драмы им. Ч. Айтматова[109]
10. 29 декабря 2010 — Райимкулова, Искра — актриса[111]
11. 29 декабря 2010 — Томотоев, Тологон — дирижёр Кыргызского национального академического театра оперы и балета им. А. Малдыбаева[111]
12. 29 декабря 2010 — Абдылдаев, Бекеш — кинорежиссёр документальных фильмов Национальной киностудии «Кыргызфильм» им. Т. Океева[111]
13. 29 декабря 2010 — Алдашева, Айнур Абдулхаировна — редактор Главной редакции культурно-развлекательных программ «Ибарат» Общественной телерадиовещательной корпорации Кыргызской Республики[111]

### 2011 (12 человек)
1. 28 февраля 2011 — Мамашева, Кутбуба — певица, артистка[112]
2. 28 августа 2011 — Алагушов, Балбай — музыковед[113]
3. 28 августа 2011 — Асакеев, Асанбек — профессор республиканской средней специальной музыкальной школы-интерната имени М. Абдраева[113]
4. 28 августа 2011 — Бообекова, Турганбубу — артистка Кыргызского национального академического драматического театра имени Т. Абдумомунова[113]
5. 28 августа 2011 — Уразгильдеев, Роберт Хасанович — проректор по научной работе Кыргызского государственного института искусств имени Б. Бейшеналиевой[113]
6. 28 августа 2011 — Шаршенбаев, Мелис — заведующий отделением актёрского мастерства консерватории Кыргызско-турецкого университета «Манас»[113]
7. 28 августа 2011 — Эшбаев, Токтомамат — артист Ошской областной филармонии имени Р. Абдыкадырова[113]
8. 31 октября 2011 — Абдразаева, Тынар Асанбековна — артистка Кыргызского национального академического драматического театра имени Т. Абдумомунова[114]
9. 31 октября 2011 — Акматалиев, Сагынбек — художественный руководитель академического оркестра народных инструментов имени К. Орозова Кыргызской национальной филармонии имени Т. Сатылганова[114]
10. 31 октября 2011 — Ураимжанов, Абдурасул — артист Ошского государственного узбекского академического музыкально-драматического театра имени Бабура[114]
11. 15 ноября 2011 — Ибрагимов, Тынай Кудайбергенович — заместитель директора Государственного агентства кинематографии при Правительстве Кыргызской Республики[115]
12. 15 ноября 2011 — Кыдыралиев, Хасанбек Кадыржанович — кинооператор-постановщик[115]

### 2016 (10 человек)
1. 30 августа 2016 — Джумакунов, Рысбек Дуйшенбаевич — художественный руководитель и главный дирижёр фольклорно-этнографического ансамбля «Камбаркан» им. Ч. Исабаева Кыргызской национальной филармонии им. Т. Сатылганова[116]
2. 30 августа 2016 — Иманалиев Элмирбек Калилович — акын-импровизатор[116]
3. 30 августа 2016 — Каримов, Султанжан Осмонович — солист Кыргызской национальной филармонии имени Т. Сатылганова[116]
4. 30 августа 2016 — Сарул Марат — кинорежиссёр[116]
5. 30 августа 2016 — Суюндуков, Артыкпай Айталиевич — кинорежиссёр[116]
6. 31 декабря 2016 — Бекболиев, Эгемберди Жайлобекович — артист Кыргызского национального академического драматического театра имени Т. Абдумомунова[117]
7. 31 декабря 2016 — Дуйшенкулов, Шаршеналы — артист Иссык-Кульского областного музыкального драматического театра имени К. Жантошева[117]
8. 31 декабря 2016 — Мавлянова, Замира Равшановна — солистка Кыргызской национальной филармонии имени Т. Сатылганова[117]
9. 31 декабря 2016 — Джумалиева, Джумакуль — артистка Кыргызского национального академического драматического театра имени Т. Абдумомунова[117]
10. 31 декабря 2016 — Шатенов, Бактыбек Касымбекович — солист Кыргызской национальной филармонии имени Т. Сатылганова[117]

### 2017 (8 человек)
1. 5 июня 2017 — Ниязов, Келдибек — артист Кыргызской национальной филармонии им. Т. Сатылганова[118]
2. 5 июня 2017 — Нургазиев, Давлетбек Бакасович — артист, художественный руководитель Иссык-Кульского музыкально-драматического театра им. К. Жантошева[118]
3. 5 июня 2017 — Сапаралиев, Алтынбек Рыскулович — эстрадный певец, член союза театральных деятелей Кыргызской Республики[118]
4. 5 июня 2017 — Шакеева, Зейнеп — солистка-вокалистка оркестра народных инструментов им. К. Орозова при Кыргызской национальной филармонии им. Т. Сатылганова[118]
5. 20 ноября 2017 — Абылов, Кумондор Мукулович — член общественного объединения «Союз театральных деятелей Кыргызстана»[119]
6. 20 ноября 2017 — Асаналиев, Эрнис Умбарович — заместитель директора — художественный руководитель государственного учреждения "Президентский камерный оркестр «Манас» при Управлении делами Президента и Правительства Кыргызской Республики[119]
7. 20 ноября 2017 — Матиев, Сайидрахман Сарбаевич — главный дирижёр оркестра народных инструментов им. Б. Мадазимова Ошской областной филармонии им. Р. Абдыкадырова[119]
8. 20 ноября 2017 — Шаршенбаев, Элис — художественный руководитель и главный дирижёр духового оркестра мэрии г. Бишкек[119]

### 2018 (5 человек)
1. 29 августа 2018 — Назаркулова, Анаркул — актриса Кыргызского национального академического драматического театра им. Т. Абдумомунова[120]
2. 31 декабря 2018 — Берикбаева, Хадима — артистка оркестра народных инструментов им. К. Орозова Кыргызской национальной филармонии им. Т. Сатылганова[121]
3. 31 декабря 2018 — Бодошов, Атайбек — композитор, комузист, доцент Кыргызского государственного университета им. И. Арабаева[121]
4. 31 декабря 2018 — Жумашов, Садырбек Кочкорбаевич — солист оперы Кыргызского национального академического театра оперы и балета им. А. Малдыбаева[121]
5. 31 декабря 2018 — Мамытов, Бактыбек Камчыбекович — диктор, редактор — ведущий студии телеканала «Маданият-Тарых-Тил» Общественной телерадиовещательной корпорации Кыргызской Республики[121]

### 2019 (9 человек)
1. 28 августа 2019 — Асанов, Рашбек — артист Ошского национального драматического театра им. С. Ибраимова[122]
2. 28 августа 2019 — Осмонов, Сатылган — композитор, член общественного объединения «Союз композиторов Кыргызской Республики»[122]
3. 28 августа 2019 — Сейдалиева, Калича Осмонбековна — артистка Кыргызского национального академического драматического театра им. Т. Абдумомунова[122]
4. 28 августа 2019 — Осмоналиев, Рахатбек Муталипович — художественный руководитель и главный дирижёр Кыргызского государственного академического симфонического оркестра им. А. Джумахматова при Кыргызской национальной филармонии им. Т. Сатылганова[123]
5. 30 декабря 2019 — Дуйшокеева, Майрам Нарынбаевна — солистка Кыргызской национальной филармонии им. Т. Сатылганова[124]
6. 30 декабря 2019 — Максутов, Алтынбек Аскарович — художественный руководитель Кыргызской национальной филармонии им. Т. Сатылганова[124]
7. 30 декабря 2019 — Нышанов, Нурланбек Ашымович — художественный руководитель центра традиционной музыки общественного фонда «Устатшакирт плюс» г. Бишкек[124]
8. 30 декабря 2019 — Тумакова, Айзада Маметисаевна — солистка балета, ведущий мастер сцены, балетмейстер-постановщик Кыргызского национального академического театра оперы и балета им. А. Малдыбаева[124]
9. 30 декабря 2019 — Чалабаев, Эгемберди Вахапович — режиссёр Кыргызского государственного театра юного зрителя им. Б. Кыдыкеевой[124]

### 2020 (5 человек)
1. 28 августа 2020 — Алсеитова, Шайгуль Токтакуновна — артистка Кыргызского национального академического драматического театра им. Т. Абдумомунова[125]
2. 28 августа 2020 — Бактыгулов, Сталбек Алтымышович — композитор, член общественного объединения «Союз композиторов Кыргызской Республики»[125]
3. 28 августа 2020 — Ивакова (Момушова), Кульмайрам Момушовна — певица, исполнительница[125]
4. 28 августа 2020 — Малдыбаева, Жылдыз Абдыласовна — композитор, член общественного объединения «Союз композиторов Кыргызской Республики»[125]
5. 28 августа 2020 — Урманов, Урман — артист Кыргызского государственного цирка им. А. Изибаева[125]

### 2021 (28 человек)
1. 27 августа 2021 — Абдыкадыров, Нурлан Джалилович — режиссёр-постановщик Государственного национального русского театра драмы имени Ч. Айтматова[126]
2. 27 августа 2021 — Акулова, Динара Догдурбаевна — певица эстрады, солистка эстрадно-фольклорного ансамбля «Доор»[126]
3. 27 августа 2021 — Аманбаев, Исирадин Абдилашимович — композитор, директор Республиканской средней специальной музыкальной школы-интерната имени М. Абдраева[126]
4. 27 августа 2021 — Анникова, Валентина Васильевна — ведущий мастер сцены Кыргызского государственного театра кукол имени М. Жангазиева[126]
5. 27 августа 2021 — Борбуев, Берадор Сманович — певец эстрады, руководитель эстрадного ансамбля «Бек»[126]
6. 27 августа 2021 — Гилка, Валентина Григорьевна — артистка Государственного национального русского театра драмы имени Ч. Айтматова[126]
7. 27 августа 2021 — Джоробекова, Шакен — мастер деревянного варгана[126]
8. 27 августа 2021 — Иманалиева, Айчурек Асылбековна — певица эстрады, художественный руководитель театра эстрады «Айчурек»[126]
9. 27 августа 2021 — Мааданбеков, Эсенбек — мелодист, композитор, учитель музыки эстрадно-фольклорной студии и студии народного танца при Кыргызской национальной филармонии имени Т. Сатылганова[126]
10. 27 августа 2021 — Маматкулов, Абдырасул Токоевич — певец эстрады[126]
11. 27 августа 2021 — Мырсалиева, Сайрабубу Ажыкуловна — артистка Кыргызского национального академического драматического театра имени Т. Абдумомунова[126]
12. 27 августа 2021 — Омурова, Бермет — артистка Нарынского областного академического музыкального драматического театра имени М. Рыскулова[126]
13. 27 августа 2021 — Турсунбаев, Нурканбек — артист Кыргызского национального академического драматического театра имени Т. Абдумомунова[126]
14. 27 августа 2021 — Ыбыкеев, Бактыбек Эсентурович — солист оперы, ведущий мастер сцены Кыргызского национального ордена Ленина академического театра оперы и балета имени А. Малдыбаева[126]
15. 27 августа 2021 — Бекбаева, Асель Амангельдыевна — солистка оперы, ведущий мастер сцены Кыргызского национального ордена Ленина академического театра оперы и балета имени А. Малдыбаева[127]
16. 27 августа 2021 — Нургалиева, Анаркуль Кабылбековна — художественный руководитель Кыргызского государственного ансамбля «Ак-Марал» имени Н. Тугелова[127]
17. 27 августа 2021 — Тиленчиев, Карагул Амантурович — главный хормейстер Кыргызского национального ордена Ленина академического театра оперы и балета имени А. Малдыбаева[127]
18. 30 декабря 2021 — Джайчиева, Бегайым — режиссёр радиостанции «Кыргыз радиосу» Общественной телерадиовещательной корпорации Кыргызской Республики[128]
19. 30 декабря 2021 — Жумалиев, Турусбек Канатбекович — режиссёр, актёр, ведущий телекомпании «ТV-1 Ракета-Медиа»[128]
20. 30 декабря 2021 — Исаков, Алымкул Дооранович — директор Алайского музыкального драматического театра имени Т. Ажибаева[128]
21. 30 декабря 2021 — Кускаков, Кайымбек Казиевич — солист хора Кыргызского национального ордена Ленина академического театра оперы и балета имени А. Малдыбаева[128]
22. 30 декабря 2021 — Маматова, Кулбара Казакбековна[кирг.] — главный хормейстер высшей категории Камерного хора Кыргызской национальной филармонии имени Т. Сатылганова[128]
23. 30 декабря 2021 — Марусич, Александра Евгеньевна — артистка высшей категории Государственного национального русского театра драмы имени Ч. Айтматова[128]
24. 30 декабря 2021 — Молдоева, Гулшан Абыкаевна — ведущая телеканала «Маданият-Тарых-Тил» и радиостанции «Кыргыз радиосу» Общественной телерадиовещательной корпорации Кыргызской Республики[128]
25. 30 декабря 2021 — Муратов, Исабек Алибекович — артист академического оркестра народных инструментов имени К. Орозова Кыргызской национальной филармонии имени Т. Сатылганова[128]
26. 30 декабря 2021 — Озубеков, Асылбек Абазович — директор Кыргызского национального академического драматического театра имени Т. Абдумомунова[128]
27. 30 декабря 2021 — Таджибаев, Реджабай — артист Ошского государственного академического узбекского музыкально-драматического театра имени Бабура[128]
28. 30 декабря 2021 — Эркимбаев, Джолдош Асанович — артист высшей категории Кыргызского государственного театра кукол имени М. Жангазиева[128]

### 2022 (18 человек)
1. 18 августа 2022 — Айтыкеев, Асанкоджо — кинорежиссёр высшей категории творческо-производственной кино-видео фирмы «Кыргызтелефильм»[129]
2. 18 августа 2022 — Апыев, Талантбек — художественный руководитель Ошского национального драматического театра имени Ибраимова[129]
3. 18 августа 2022 — Артыков, Кадыралы — заведующий кафедрой музыки Кыргызского государственного университета имени Арабаева[129]
4. 18 августа 2022 — Бейшекеев, Сыймыкбек[кирг.] — певец эстрады, артист творческого развлекательного центра «Сыймык»[129]
5. 18 августа 2022 — Жумалиев, Бакыт — режиссёр, артист Джалал-Абадского областного кыргызского драматического театра имени Барпы[129]
6. 18 августа 2022 — Иманалиев, Зайнидин[кирг.] — учитель по классу комуз детской школы искусств имени Мусулманкулова (Кочкорский район, Нарынская область)[129]
7. 18 августа 2022 — Исмаилов, Сапар[кирг.] — руководитель эстрадно-фольклорной студии и студии народного танца при Кыргызской национальной филармонии имени Сатылганова[129]
8. 18 августа 2022 — Кочорбаева, Жипариса — артистка Кыргызского национального академического драматического театра имени Абдумомунова[129]
9. 18 августа 2022 — Мамбетов, Мурат[укр.] — актёр, режиссёр, член общественного объединения «Союз театральных деятелей Кыргызстана»[129]
10. 18 августа 2022 — Нарбаева, Алтынай — солистка народно-фольклорного ансамбля «Ысык-Ата-Арашан» имени Эдигеева отдела культуры Иссык-Атинского района Чуйской области[129]
11. 18 августа 2022 — Одуракаев, Бусурман — артист Кыргызского национального академического драматического театра имени Абдумомунова[129]
12. 18 августа 2022 — Рыскулов, Асанбек — артист академического оркестра народных инструментов имени Орозова Кыргызской национальной филармонии[129]
13. 18 августа 2022 — Сейдракманов, Назаркул[кирг.] — артист, манасчы Кыргызского национального театра «Манас»[129]
14. 18 августа 2022 — Торабеков, Чирмаш — солист-вокалист Кыргызской национальной филармонии[129]
15. 18 августа 2022 — Уралиев, Намазбек[кирг.] — старший преподаватель по классу комуз Кыргызской национальной консерватории имени Молдобасанова[129]
16. 29 декабря 2022 — Асанкадыр, Советжан	– заведующий отделом управления культуры мэрии г. Бишкек[130]
17. 29 декабря 2022 — Молдобакиров, Зарылбек Алдажарбекович –	старший преподаватель кафедры «Режиссура-хореография» Кыргызской национальной консерватории имени  К. Молдобасанова[130]
18. 29 декабря 2022 — Полотов, Нурматбек Улукмырзаевич – дирижёр Кыргызского национального ордена В.И. Ленина академического театра оперы и балета имени А. Малдыбаева[130]

### 2023 (10 человек)
1. 30 августа 2023 — Абдыкадырова, Гулжамал — артист Ошского национального драматического театра имени С. Ибраимова[131]
2. 30 августа 2023 — Букалаев, Камчыбек Искакович[кирг.] — руководитель кружка хора и пения Учебно-воспитательного комплекса-гимназии № 69 имени Т. Сатылганова[131]
3. 30 августа 2023 — Иманкулов, Абдылда Кемелович — юморист, сатирик[131]
4. 30 августа 2023 — Исабекова, Тамара Сыягуловна — солист Кыргызской национальной филармонии имени Т. Сатылганова[131]
5. 30 августа 2023 — Кашкарбаева, Ырысбубу — руководитель кружка Тюпского районного дома культуры Иссык-Кульской области[131]
6. 30 августа 2023 — Кыдырмаев, Шайымбек — артист Кыргызского национального академического драматического театра имени Т. Абдумомунова[131]
7. 30 августа 2023 — Торобеков, Абдыманап — артист этно-фольклорной группы Ошской областной филармонии имени Р. Абдыкадырова[131]
8. 18 декабря 2023 — Асанбеков, Нурлан Аскарович — художественный руководитель Кыргызского государственного театра кукол имени М. Жангазиева[132]
9. 18 декабря 2023 — Базарбаева, Айша — артистка академического оркестра народных инструментов имени К. Орозова Кыргызской национальной филармонии имени Т. Сатылганова[132]
10. 18 декабря 2023 — Кыдыралиев, Догдурбек Искакович — киноактёр[132]

### 2024 (15 человек)
1. 12 апреля 2024 — Коразбаев, Алтынбек  — советский и казахстанский композитор, певец[133][134]
2. 12 апреля 2024 — Рымбаева, Роза Куанышевна — советская и казахстанская эстрадная певица, киноактриса[135][134]
3. 15 апреля 2024 — Исаков, Рысбай Рахманович — манасчи Кыргызского национального театра «Манас»[136]
4. 31 августа 2024 — Акматова, Калыйча — мастер сцены, артистка Иссык-Кульского областного музыкального драматического театра имени К. Жантошева[137]
5. 31 августа 2024 — Осмонкулов, Рыскельды Каниметович — певец эстрады, старший преподаватель Кыргызской национальной консерватории имени К. Молдобасанова[137]
6. 31 августа 2024 — Осмонов, Майрамбек Кыпчакович — певец, мелодист[137]
7. 31 августа 2024 — Рустембеков, Байбагыш — артист академического оркестра народных инструментов имени К. Орозова Кыргызской национальной филармонии имени Т. Сатылганова[137]
8. 31 августа 2024 — Сариева, Вера Садыковна — артистка Кыргызского национального академического драматического театра имени Т. Абдумомунова[137]
9. 31 августа 2024 — Суранчиева, Гулзинат Карыбековна — певица эстрады, директор Центральной детской музыкальной школы имени П. Ф. Шубина[137]
10. 5 сентября 2024 — Назарбеков, Озодбек Ахмадович — министр культуры Республики Узбекистан[138]
11. 1 ноября 2024 — Суеркулова, Ирина Балтабаевна — художественный руководитель ансамбля комузистов «Акак», город Бишкек[139]
12. 1 ноября 2024 — Сыдыгалиева, Анара — артистка Кыргызского национального академического драматического театра имени Т. Абдумомунова, город Бишкек[140]
13. 1 ноября 2024 — Райымбекова, Анапия Кадыркуловна — артистка фольклорной группы «Эл шайырлар» имени А. Усенбаева Кыргызской национальной филармонии им. Т. Сатылганова[141]
14. 23 декабря 2024 — Мураталиев, Акылбек Кыдырович — киноактёр, член Союза кинематографистов Кыргызстана[142]
15. 23 декабря 2024 — Шалтакбаев, Чоробек Жетимишович — декан оркестрового факультета Кыргызской национальной консерватории имени К. Молдобасанова[142]

### 2025 (1 человек)
1. 22 июля 2025 — Кудайберген, Димаш — Народный артист Казахстана, певец и композитор[143]